# أغنية الحياة (مسلسل)
أغنية الحياة أو أغنية الحب (بالتركية: Hayat Şarkısı) هو مسلسل تركي تلفزيوني درامة رومانسية، بطولة بورجو بيريجيك، بيركان سوكولو، تايانش أيايدين، إجم نور أوزكايا، أحمد ممتاز تايلان وسيراي جوزلار. تم عرضه لأول مرة في 9 فبراير 2016، وانتهى في 6 يونيو 2017، وعرض على قناة كانال دي.

## قصة
يتحدث مسلسل “أغنية الحياة” عن صديقين الأول غني والثاني فقير. كل منمها سرق من الآخر عشق حياته، وبدأت القصة. يريد كل منهما أن ينهي هذه المأساة التي بقيت سنين. ويتفقان على زواج إحدى بنات صديقه من ابنه لينتهى هذا العراك ولكن. يبدو أن الزواج لن يتم.

## الشخصيات
- بورجو بيريجيك بدور هوليا شام أوغلو جوهر
- بيركان سوكولو بدور كريم جوهر
- تايانش أيايدين بدور حسين جوهر
- إجم أوزكايا بدور ملك شام أوغلو جوهر
- أحمد ممتاز تايلان بدور بايرم جوهر
- سيراي جوزلار بدور سهيلة جوهر
- دنيز حمزة أوغلو بدور كايا
- بيلين أوزتكين بدور زينب ناميك أوغلو
- أولجن توكر بدور ماهر دورو
- ألميلا باغرياشيك بدور فيليز ناملي
- أيدان تاش بدور نيلاي
- رجب غونيسو بدور جيم داريندي

## موعد العرض
| الموسم | الموسم | عدد الحلقات | الحلقات المعروضة | العام     | عن العرض       | عن العرض      | القناة   |
| الموسم | الموسم | عدد الحلقات | الحلقات المعروضة | العام     | بداية الموسم   | نهاية الموسم  | القناة   |
| ------ | ------ | ----------- | ---------------- | --------- | -------------- | ------------- | -------- |
|        | 1      | 21          | 1-21             | 2016      | 9 فبراير 2016  | 28 يونيو 2016 | كانال دي |
|        | 2      | 36          | 22-57            | 2016-2017 | 20 سبتمبر 2016 | 6 يونيو 2017  | كانال دي |

## روابط خارجية
- أغنية الحياة على موقع IMDb (الإنجليزية)
- أغنية الحياة على موقع كينوبويسك (الروسية)
- أغنية الحياة على موقع قاعدة بيانات الفيلم (الإنجليزية)